# Milánská
Milánská je název ulice v Praze Horních Měcholupech spojující Archimédovu s Hornoměcholupskou. Ulice vznikla v roce 1980 a až do roku 1993 se skládala ze čtyř separátních ulic, které nesly jména po významných komunistech. Jednalo se o Alpáriho (po Gyulovi Alpárim), Kreibichovu (Karel Kreibich), Manuilského (Dmitrij Zacharovič Manuilskij) a Mehringovu (Franz Mehring). V 90. letech 20. století pak docházelo k přejmenování místních ulic po italských městech a sportu, proto získala nová ulice jméno po severoitalském Miláně. Ulice měří 1,9 km a je oboustranně průjezdná.

## Galerie

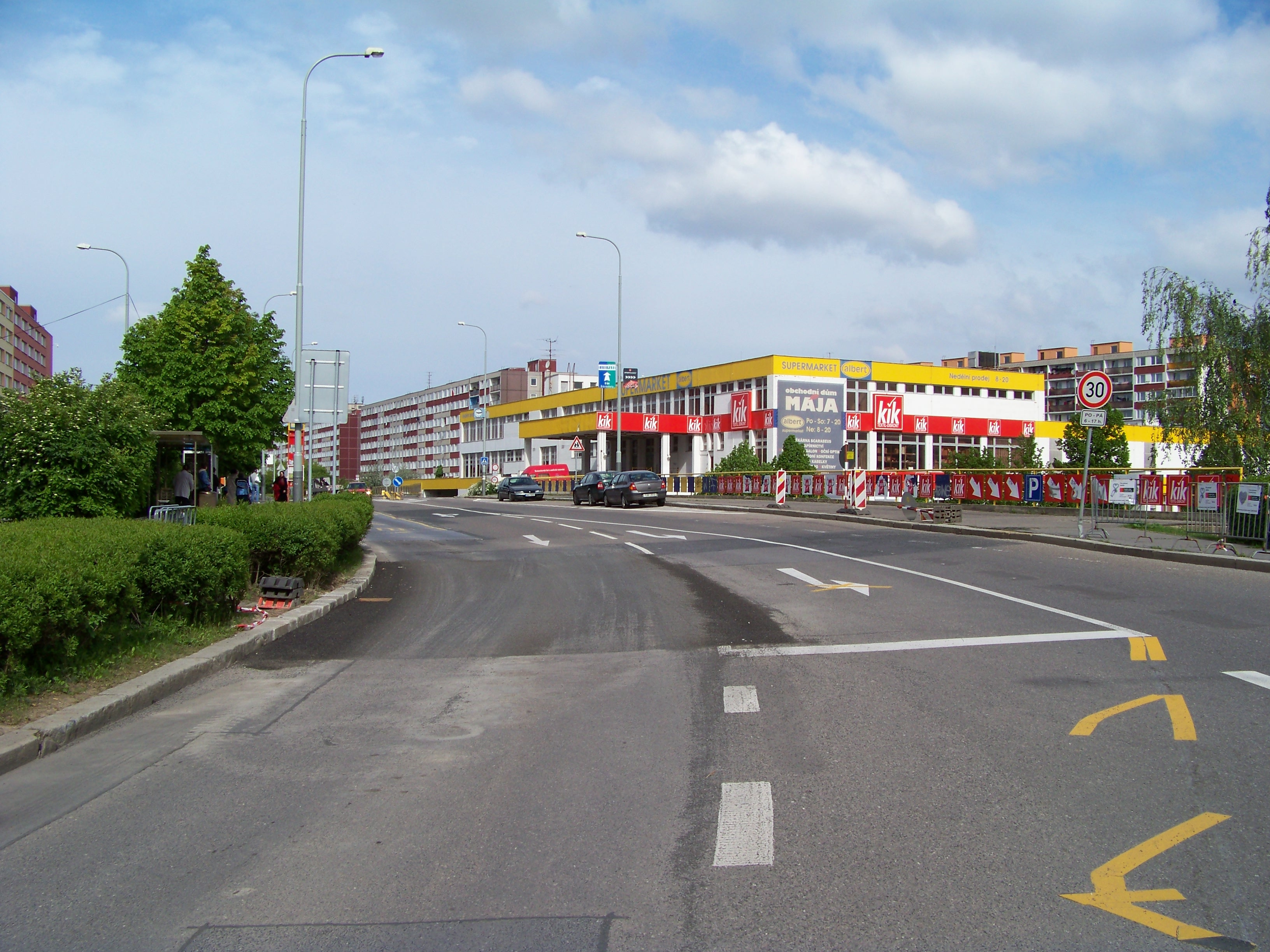
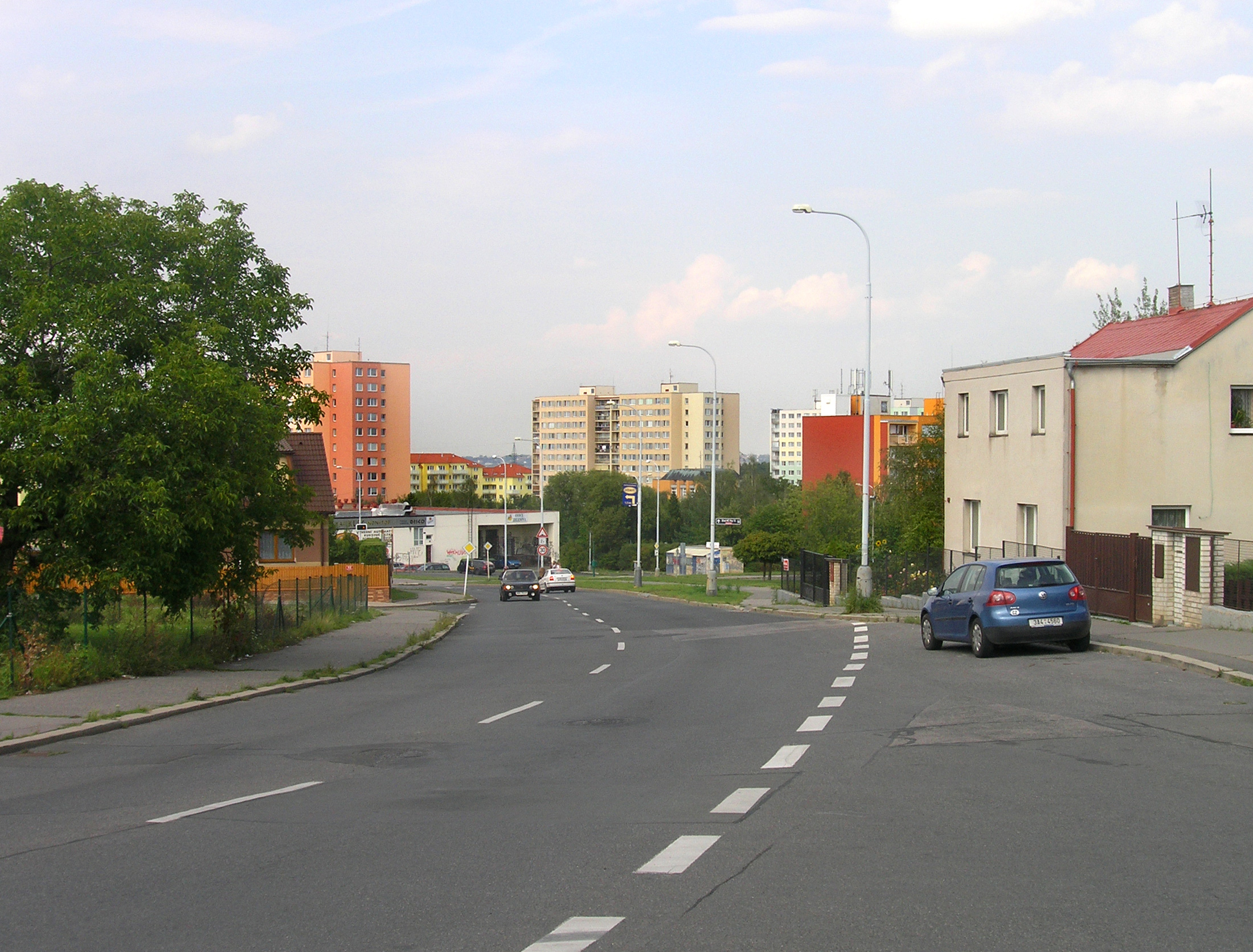
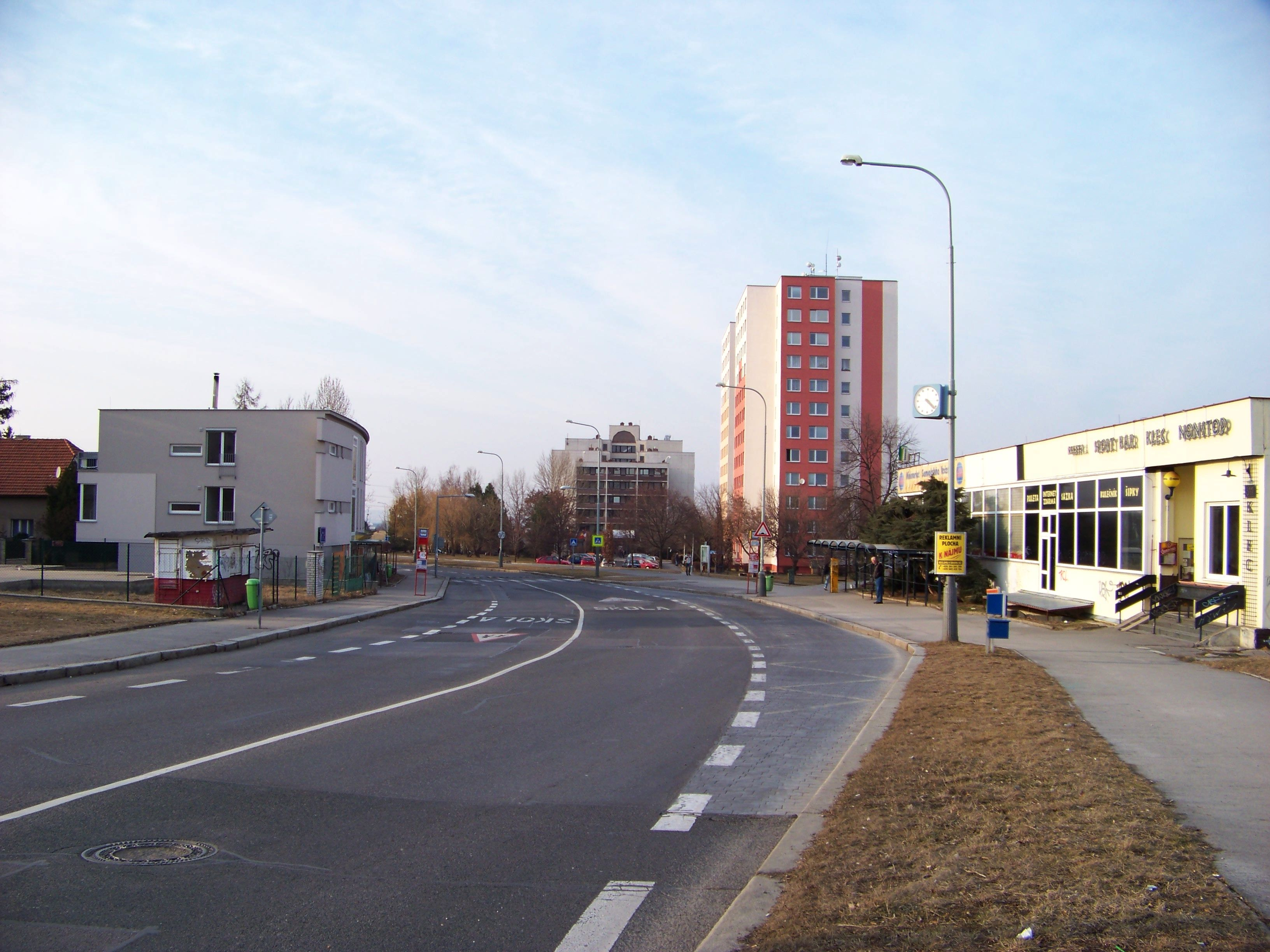
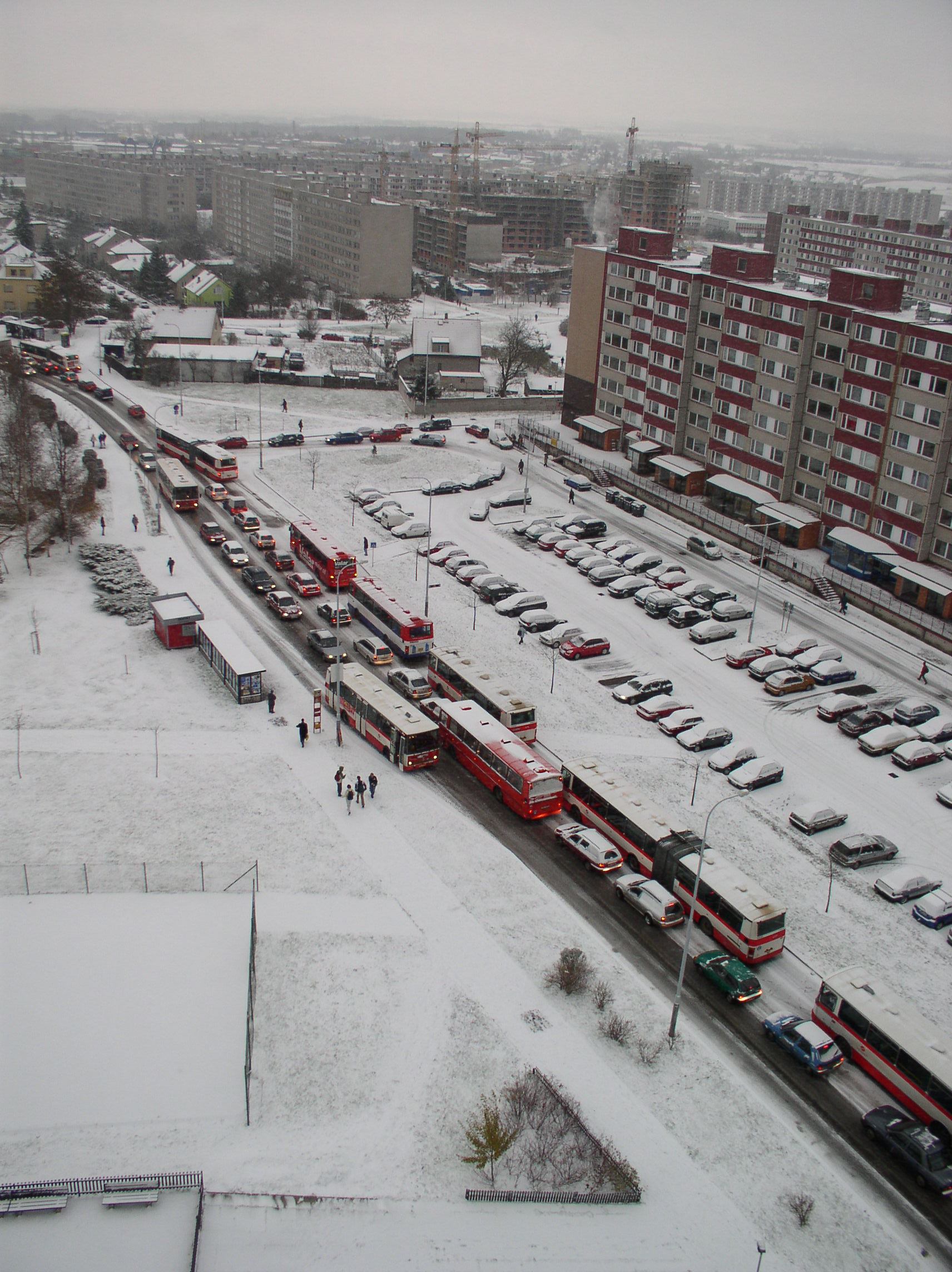
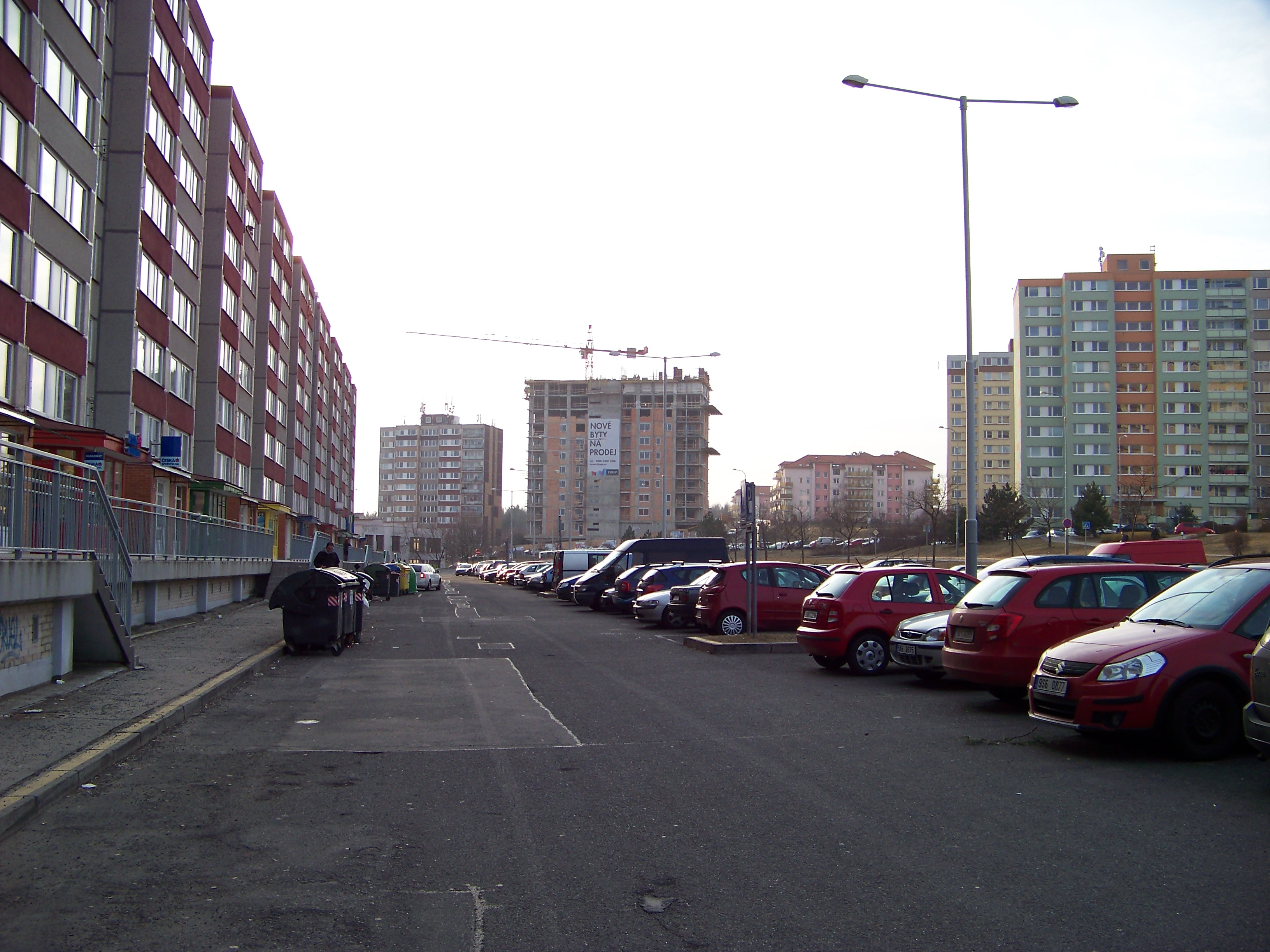